# Guarequena jezik
Guarequena jezik (arequena, guarekena, uerequema, urequema, warekena; ISO 639-3: gae), jezik aravačke porodice kojim govori oko 500 Arekêna Indijanaca u Venezueli (160; 2001 popis) i Brazilu (340; 1983 NTM). U Brazilu se govori u državi Amazonas na rijekama Rio Chié (Xié) i Içana, a u Venezueli u državi Amazonas u selu Guzmán Blanco, na rijeci San Miguel. 
Mnogi pripadnici plemena govore i jezikom nhengatu [yrl].

## Vanjske poveznice
- Ethnologue (16th) (14th)
- Ethnologue (16th) (15th)
- Guarequena Indian Language (Warekena)